# Leptasthenura
Leptasthenura és un gènere d'ocells de la família dels furnàrids (Furnariidae) que agrupa espècies natives d'Amèrica del Sud, on es distribueixen principalment al llarg de la regió andina des del nord de Colòmbia i Veneçuela fins a Terra del Foc a Xile i Argentina, però dues espècies s'estenen pel sud-est del Brasil i una per la plana Chaco Pampeana. Als  membres se'ls coneix pel nom vulgar de cuaespinosos.

## Descripció
Els ocells d'aquest gènere formen un grup diferent de furnàrids esvelts, de cues molt llargues, mesurant entre 16 i 17 cm de longitud, alguns amb prominents crestes, l'habitat habitual són les zones arbustives, corredors biològics boscos. Les cues són graduades, amb plomes molt punxegudes. S'alimenten activament en el fullatge, sovint penjant-se cap avall i són fàcils d'observar.

## Taxonomia i etmilogia
Els resultats d'estudis genètics van relacionar Sylviorthorhynchus desmursii amb Leptasthenura. L'estudi d'Irestedt et al. (2009) va recomanar que l'espècie Leptasthenura yanacensis fos transferida al gènere Sylviorthorhynchus. Una nova anàlisi, efectuada Derryberry et al. (2011), en el qual es va disposar d'una àmplia mostra de tàxons, va concloure que Sylviorthorhynchus desmursii era l'espècie germana de L. yanacensis.
L'any 2014, Dickinson i Christidis van transferir L. yanacensis al gènere Sylviorthorhynchus, és a dir combinant-ho com Sylviorthorhynchus yanacensis.
El març de 2019, a la Proposta núm. 816 al Comitè de Classificació de Sud-amèrica (SACC), es va recomanar i posteriorment es va aprovar, que Leptasthenura yanacensis fos transferit al gènere Sylviorthorhynchus, per aconseguir així un gènere cohesiu i concordant amb la informació molecular.
Autors anteriors ja sostenien que les variacions de les subespècies permetien suposar que l'espècie L. aegithaloides es tracta de més d'una espècie. Les classificacions del Manual dels Ocells del Món (HBW) i Birdlife International (BLI) consideren les subespècies L. a. berlepschi del sud del Perú, nord de Xile, oest de Bolívia i nord-oest d'Argentina, i L. a. pallida, que nidifica a l'oest i sud d'Argentina i sud de Xile, com a espècies separades, amb base en diferències morfològiques, de plomatge i de vocalització.
El nom genèric Leptasthenura és una combinació de les paraules del grec antic «λεπτος leptos» que significa “fi”, «ασθενης asthenēs» “feble”, i «ουρα oura», “cua”, significant “de cua fina i feble”.
Segons la Classificació del Congrés Ornitològic Internacional (versió 14.2, 2024) aquest gènere està format per 9 espècies:
- cuaespinós bru - (Leptasthenura fuliginiceps).
- cuaespinós emplomallat - (Leptasthenura platensis).
- cuaespinós costaner - (Leptasthenura aegithaloides).
- cuaespinós estriolat - (Leptasthenura striolata).
- cuaespinós de capell roig - (Leptasthenura pileata).
- cuaespinós gorjatacat - (Leptasthenura xenothorax).
- cuaespinós estriat - (Leptasthenura striata).
- cuaespinós andí - (Leptasthenura andicola).
- cuaespinós de les araucàries - (Leptasthenura setaria).